# Lightning Records
Lightning Records is een Belgisch platenlabel gevestigd in Deurne (Antwerpen).
In 2003 ging het bedrijf failliet, maar het herrees later wel onder de naam Banshee Worx.
Als bekendste sublabels vallen onder meer Bonzai Records, Bonzai Jumps en Looney Tune Records onder het platenbedrijf.
Lightning Records was ook verantwoordelijk voor de vele Bonzai-cd's en de Retro Arena-compilaties en vinylplaten.